# Diak

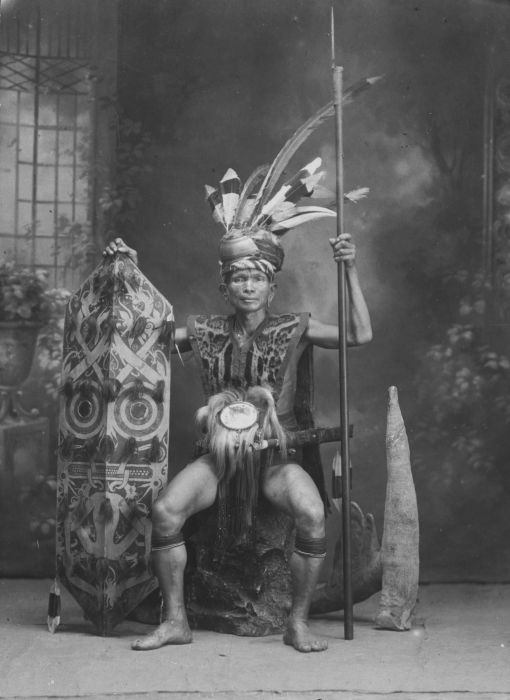
Cap diak.

Els diak o daiak són una ètnia d'indígenes del sud i l'oest de l'illa de Borneo.
Daiak és un terme genèric que no denomina amb exactitud una ètnia o tribu, sinó que més aviat distingeix la gent indígena de la resta de la població malaia que habita a les zones costaneres de Malàisia, Indonèsia i Brunei. La majoria dels daiak són gent riberenca que viu en petites comunitats de cases comunals. Tradicionalment, els nens viuen amb els seus pares fins que es casen, i els varons, que per norma general busquen núvia fora del seu poble natal, es queden a viure en la comunitat de la seva esposa. La seva economia de subsistència es basa en el conreu de l'arròs, complementada amb la caça i la pesca. Actualment sumen més de dos milions d'integrants, i tenen per idioma diverses llengües daiak.